# Загрузка (телесериал)
«Загрузка» (англ. Upload) — американский фантастический телесериал 2020 года, созданный Грегом Дэниелсом. Премьера состоялась 1 мая 2020 года на сервисе Prime Video. Вскоре сериал был продлён на второй сезон.
Съёмки второго сезона проходили с 25 января по 15 апреля 2021 года. Премьера второго сезона состоялась 11 марта 2022 года. В мае 2022 года сериал был продлен на третий сезон, премьера которого состоялась 20 октября 2023 года. В марте 2024 года сериал был продлен на четвертый и последний сезон.

## Сюжет
В 2033 году люди получили возможность после смерти «загрузить» себя в виртуальную загробную жизнь по своему выбору. Попавшему в аварию программисту Нэйтану Брауну по прибытии в больницу предлагают загрузиться в элитный сервис «Lake View». Под давлением своей девушки Ингрид он соглашается. В цифровом мире Нэйтан постоянно общается со специалистом техподдержки Норой, которая начинает подозревать, что смерть клиента не была случайной.

## В ролях
| Актёр                    | Роль                                                             |
| ------------------------ | ---------------------------------------------------------------- |
| Робби Амелл              | Нэйтан Браун житель «Lake View»                                  |
| Энди Алло                | Нора Энтони «Ангел», специалист техподдержки «Lake View»         |
| Аллегра Эдвардс          | Ингрид Кеннерман                                                 |
| Зайнаб Джонсон           | Алиша «Ангел», специалист техподдержки «Lake View», подруга Норы |
| Кевин Бигли              | Люк житель «Lake View»                                           |
| Джордан Джонсон-Хайндс   | Джейми друг и бизнес-партнёр Нэйтана                             |
| Кристофер Джеймс Уильямс | Дейв Энтони отец Норы                                            |
| Оуэн Дэниелс             | искусственный интеллект «Lake View»                              |
| Андреа Розен             | Люси начальница Норы                                             |
| Джессика Так             | Вив мать Нэйтана                                                 |
| Уильям Брюс Дэвис        | Дэвид Чоак житель «Lake View»                                    |
| Барклей Хоуп             | Оливер Кеннерман отец Ингрид                                     |
| Джанин Мейсон            | Карина Силва (3 сезон)                                           |

## Эпизоды
| Сезон | Серии | Серии | Даты показа     | Даты показа     |
| ----- | ----- | ----- | --------------- | --------------- |
| 1     | 10    | 10    | 5 мая 2020      | 5 мая 2020      |
| 2     | 7     | 7     | 11 марта 2022   | 11 марта 2022   |
| 3     | 8     | 8     | 20 октября 2023 | 20 октября 2023 |

## Критика
Сериал получил преимущественно положительные отзывы кинокритиков. На сайте Rotten Tomatoes у него 88 % положительных рецензий на основе 56 отзывах со средним рейтингом 6,9 из 10. На сайте Metacritic — 66 баллов из 100 на основе 20 рецензий.
Обозреватель USA Today Келли Лоулер отметила, что «высоко концептуальные научно-фантастические сериалы и фильмы иногда тратят больше времени на создание убедительного мира, чем на создание персонажей, которые там живут, но, к счастью, „Загрузка“ не сталкивается с этой проблемой».